# CA-01
La Carretera Centroamericana 01 (CA-01), conocida también como la Carretera Panamericana, es una de las principales vías terrestres de América Central, que forma parte del extenso sistema de la Carretera Panamericana, el cual conecta América del Norte con América del Sur. Esta ruta, considerada vital para la integración regional, atraviesa los países de Guatemala, El Salvador, Honduras, Nicaragua y Costa Rica, desempeñando un papel crucial en el comercio, el turismo y la movilidad de personas y bienes.

## Extensión
Con una longitud de 2,461 kilómetros, la CA-01 es reconocida por su variado paisaje, que incluye cadenas montañosas, llanuras agrícolas, áreas urbanas y regiones selváticas. A pesar de su importancia, su estado de conservación y modernización varía significativamente según el país.

## Carretera Centroamericana 1
La Carretera Centroamericana 1 (CA-1), también conocida como la Carretera Panamericana, es una de las principales vías terrestres de América Central, que forma parte del extenso sistema de la Carretera Panamericana, el cual conecta América del Norte con América del Sur. Esta ruta, considerada vital para la integración regional, atraviesa los países de Guatemala, El Salvador, Honduras, Nicaragua, Costa Rica y Panamá, desempeñando un papel crucial en el comercio, el turismo y la movilidad de personas y bienes.

### Guatemala
En Guatemala, la CA-1 inicia en el paso fronterizo de La Mesilla, en el departamento de Huehuetenango, y recorre el país de oeste a este, atravesando ciudades clave como Huehuetenango, Chimaltenango y la capital, Ciudad de Guatemala. Posteriormente, continúa hacia el este pasando por Cuilapa y Jutiapa, finalizando en el paso fronterizo de San Cristóbal Frontera con El Salvador. Este tramo es fundamental para la conectividad nacional e internacional, facilitando el transporte de mercancías y personas entre México, Guatemala y El Salvador.

### El Salvador
En El Salvador, la CA-1 entra por el paso fronterizo de Las Chinamas, en el departamento de Ahuachapán, y atraviesa el país de oeste a este. Pasa por importantes ciudades como Santa Ana, San Salvador y San Miguel, antes de llegar al paso fronterizo de El Amatillo en La Unión, que conecta con Honduras. Esta carretera es vital para el comercio y la movilidad interna, además de ser parte del Corredor Pacífico impulsado por el SICA.

### Honduras
En Honduras, la CA-1 recorre un tramo breve pero estratégico en el sur del país, conectando los pasos fronterizos de El Amatillo y El Guasaule. Atraviesa las ciudades de Nacaome y San Lorenzo, facilitando el tránsito regional entre El Salvador y Nicaragua. Este segmento es esencial para el comercio y la integración centroamericana.

### Nicaragua
En Nicaragua, la CA-1, también conocida como la NIC-1, es una de las principales arterias viales del país. Inicia en el paso fronterizo de El Guasaule, en el departamento de Chinandega, y recorre el país de norte a sur, pasando por ciudades importantes como León, la capital Managua, Masaya y Rivas, hasta llegar al paso fronterizo de Peñas Blancas con Costa Rica. Esta carretera es fundamental para el comercio, el turismo y el transporte dentro del país.

### Costa Rica
En Costa Rica, la CA-1 es conocida como la **Carretera Interamericana Norte**. Entra desde Peñas Blancas, en la frontera con Nicaragua, y atraviesa el país hacia el sur, pasando por ciudades como La Cruz, Liberia, Cañas, San Ramón, Alajuela y la capital, San José. Finaliza en Barranca, donde se conecta con la Carretera Interamericana Sur (CA-2). Este tramo es vital para el tránsito entre América Central y Panamá, así como para el acceso a la Gran Área Metropolitana de Costa Rica.

### Panamá
En Panamá, la CA-1 continúa como la **Carretera Panamericana**. Entra por el paso fronterizo de Paso Canoas, en la provincia de Chiriquí, y se dirige hacia el este cruzando David, Santiago, Penonomé y La Chorrera, hasta llegar a la Ciudad de Panamá, capital nacional. Esta vía es la principal arteria vial del país y conecta con el Puente de las Américas, que cruza el Canal de Panamá. En Panamá, la carretera deja de utilizar la designación "CA" oficialmente, pero es parte integral del corredor panamericano.

## Importancia regional
La CA-1 constituye un eje logístico clave del sur de Guatemala y El Salvador. Su trazado cercano al litoral facilita la movilidad de mercancías y personas entre regiones agrícolas, centros turísticos, puertos marítimos y pasos fronterizos. Además, complementa el recorrido de la CA-1 al servir como vía alterna costera en la integración vial del istmo.